# Катастрофа Ил-76 под Белградом
Катастрофа Ил-76 под Белградом — авиационная катастрофа, произошедшая ночью 19 августа 1996 года. Грузовой самолёт Ил-76Т авиакомпании SPair выполнял чартерный рейс PAR3601 по маршруту Екатеринбург—Белград—Валлетта, но через 3 минуты после вылета из Белграда на его борту произошло полное обесточивание электрооборудования. Пилоты в течение 2,5 часов пытались совершить аварийную посадку в аэропорту Белграда и в итоге во время 7-го захода самолёт рухнул на землю в 800 метрах от взлётной полосы. Погибли все находившиеся на его борту 11 человек — 10 членов экипажа и 1 пассажир (сопровождавший груз).

## Самолёт
Ил-76Т (регистрационный номер RA-76513, заводской 083414451, серийный 12-03) был выпущен Ташкентским авиационным производственным объединением имени В. П. Чкалова (ТАПОиЧ) 20 октября 1978 года. 23 ноября того же года с б/н СССР-76513 был передан авиакомпании «Аэрофлот» (МГА СССР, Тюменское УГА). В сентябре 1993 года был куплен у «Аэрофлота» авиакомпанией SPair (при этом принадлежал авиакомпании «Тюменские авиалинии»). Оснащён четырьмя турбореактивными двигателями Д-30КП производства Рыбинского моторостроительного завода.

## Экипаж
Состав экипажа рейса PAR3601 был таким:
- Командир воздушного судна (КВС) — 38-летний Владимир Александрович Стариков. Пилот 1-го класса, окончил Актюбинское высшее лётное училище. В авиакомпании SPair проработал 5 лет (с 1991 года). Управлял самолётами Ту-134, Як-40, Ил-18 и Ил-86. Налетал 9160 часов.
- Второй пилот — 35-летний Дмитрий Юрьевич Батищев. Пилот 2-го класса, окончил Актюбинское высшее лётное училище. В авиакомпании SPair проработал 4 года (с 1992 года), до этого работал в авиакомпании «Аэрофлот» (Рижский ОАО, с 1984 по 1992 годы). Налетал 4800 часов.
- Штурман — 43-летний Василий Деомидович Ольков. Штурман 1-го класса, окончил Ленинградскую академию гражданской авиации. В авиакомпании SPair проработал 5 лет (с 1991 года). Управлял самолётами Ил-18 и Ту-154. Налетал 8870 часов.
- Бортинженер — 43-летний Виктор Александрович Исаков. Бортинженер 1-го класса, окончил Рижский институт гражданской авиации. В авиакомпании SPair проработал 4 года (с 1992 года). Налетал 8785 часов.
- Бортрадист — 49-летний Николай Андреевич Тимофеев. В авиакомпании SPair проработал 5 лет (с 1991 года). Налетал 1610 часов.
- Бортоператор — 37-летний Михаил Константинович Пугач. Изначально работал бортпроводником, но в 1991 году перешёл в авиакомпанию SPair на должность бортоператора Ил-76 (проработал в ней 5 лет). Налетал 9830 часов.
- Бортоператор — 36-летний Александр Викторович Воробьёв. Также изначально работал бортпроводником и в 1991 году перешёл в авиакомпанию SPair на должность бортоператора Ил-76 (также проработал в ней 5 лет). Налетал 10 180 часов.
- Наземный инженер — 25-летний Евгений Борисович Клюшин. Окончил Киевский институт гражданской авиации. В авиакомпании SPair проработал 5 лет (с 1991 года).
- Авиатехник — 36-летний Александр Михайлович Куликовских. В авиакомпании SPair проработал 4 месяца (с апреля 1996 года).
- Проверяющий — 49-летний Владимир Георгиевич Береснев. Пилот 1-го класса, окончил Бугурусланское лётное училище. В авиакомпании SPair проработал 2 года (с 1994 года). Управлял самолётами Ан-2 и Ан-12. Налетал 16 160 часов.

## Хронология событий
Рейс PAR3601 без груза на борту вылетел из Екатеринбурга 18 августа; его выполнял Ил-76Т борт RA-76513, на его борту находились 10 членов экипажа. Вечером 18 августа рейс 3601 приземлился в аэропорту Сурчин в Белграде, где на его борт погрузили партию автомобильных и авиационных шин, а также партию пиропатронов для катапультных кресел (такой груз значился в договоре авиакомпании SPair с одной из черногорских фирм). Также на борт самолёта поднялись 2 пассажира, сопровождающих груз (оба были гражданами Югославии).
Вылет рейса 3601 из Белграда в Валлетту изначально был запланирован на 23:00, но вылет был задержан из-за технического осмотра (после того, как пилоты запустили все 4 двигателя, на борту обесточилось всё электрооборудование). В итоге рейс PAR3601 вылетел из Белграда в 00:10 19 августа, но уже через 3 минуты после взлёта всё электрооборудование самолёта снова обесточилось (погасли все приборы в кабине экипажа, частично прервалась связь с авиадиспетчером аэропорта Сурчин и отказала гидросистема рулей направления). В 00:25, когда самолёт пролетал над Валево, КВС удалось связаться с авиадиспетчером аэропорта Белграда и сообщить о проблеме на борту (сообщение в итоге оборвалось из-за полной потери связи с землёй). Пилоты приняли решение совершить аварийную посадку в аэропорту Белграда.
В 01:30 рейс 3601 пролетел над Белградом на очень малой высоте (впоследствии свидетели на земле сообщили, что на самолёте не горело никаких проблесковых огней). В ту ночь в Белграде была ненастная погода (сильный ветер и кучево-дождевые облака), поэтому пилоты пытались найти ВПП № 12 аэропорта Сурчин, полагаясь на своё зрение (как впоследствии выяснилось во время расследования, бортоператор Воробьёв лежал прямо на стекле фонаря штурманского отсека кабины экипажа и из него пытался разглядеть ВПП № 12 и также указывал пилотам направление полёта и моменты для стабилизации горизонтального полёта во избежание крена). Запись речевого самописца оборвалась на словах бортрадиста: Да здесь почти ничего не действует; вот и выпрямительное устройство уже не работает.
Примерно в 02:15 командир попытался посадить самолёт на взлётную полосу № 12, но в итоге тот пролетел над ней. Всего рейс 3601 произвёл 6 неудачных заходов на посадку, поскольку КВС опасался, что самолёт упадёт на городские кварталы.
В 03:14, когда экипаж решил аварийно посадить самолёт на поле и тот снизился до высоты 50 метров, пилоты увидели землю. КВС решил совершить 7-й заход на посадку и, развернув самолёт на 180°, повёл его к аэропорту Сурчин; при этом выпустить шасси экипажу так и не удалось. Рейс PAR3601 пролетел над торцом ВПП № 12, затем развернулся, пролетел рядом с диспетчерской, покинул зону аэропорта Сурчин, совершил разворот на посадочный курс 121° и в 03:16 CEST рухнул на кукурузное поле в 800 метрах от ВПП № 12. От удара о землю самолёт полностью разрушился и сгорел (уцелела только хвостовая часть), многие обломки фюзеляжа воткнулись в землю на большую глубину, а часть уцелевшей партии груза пиропатронов взорвалась уже после падения самолёта. Все 12 человек на его борту погибли.

## Расследование
Согласно выводам Комиссии Государственного центра безопасности полётов Федеральной авиационной службы России, проводившей расследование причин катастрофы:

Обесточивание бортовой сети ИЛ-76Т RA-76513 произошло по причине взлёта самолёта с отключёнными выпрямительными устройствами ВУ-6А и практически полностью разряженными аккумуляторными батареями.

Во время погрузки в аэропорту Сурчин экипаж не использовал ни ВСУ, ни аэродромные источники питания постоянным током. Питание потребителей постоянного тока осуществлялось от аварийной системы постоянного тока 20 НКБН-25 (4 щёлочные аккумуляторные батареи).
После запуска двигателей (примерно в 23:00 18 августа) пилоты забыли включить выпрямительные устройства ВУ-6А (преобразующие переменное напряжение 200 В, вырабатываемое генераторами переменного тока основной системы электроснабжения, в постоянное напряжение 28,5 В) и в итоге питание системы постоянного тока 27 В продолжало осуществляться от аварийной шины, а электрический ток от работавших генераторов переменного тока в эту систему не поступал.
В процессе подготовки к взлёту, руления и взлёта (в 00:10 19 августа) аккумуляторные батареи продолжали разряжаться. Работа потребителей на аварийной шине привела к падению напряжения в системе ниже 18 В, при котором выпрямительные устройства уже не работали. Через 3 минуты после взлёта напряжение в сети упало ниже 14 В и сработал контактор блока защиты и управления. Отказ в работе системы электроснабжения постоянного тока напряжением 27 В в итоге привёл к полному обесточиванию авиационного и радиоэлектронного оборудования.

## Последствия катастрофы
После катастрофы под Белградом авиакомпания SPair была лишена лицензии и впоследствии была закрыта.

## Память
Все члены экипажа рейса PAR3601 были похоронены в братской могиле на Широкореченском кладбище Екатеринбурга. На этой могиле также установлен обелиск.